# سیچیرو کاشیو
سیچیرو کاشیو (انگلیسی: Seiichiro Kashio; ۲ ژانویه ۱۸۹۲ – ۶ سپتامبر ۱۹۶۲) تنیس‌باز اهل ژاپن بود.